# Wilfrid Ashley, 1.º Barão Mount Temple
Wilfrid William Ashley, 1.º Barão Mount Temple, PC (13 de setembro de 1867 - 3 de julho de 1939) foi um soldado britânico e político conservador. Ele serviu como Ministro dos Transportes entre 1924 e 1929.

## Antecedentes e educação
Ashley era o filho de Evelyn Ashley, segundo filho sobrevivente de Anthony Ashley-Cooper, 7.º Conde de Shaftesbury. Sua mãe era Sybella Charlotte Farquhar, filha de sir Walter Farquhar, 3.º Baronete. Seu tio-avô era William Cowper-Temple, 1.º Barão Mount Temple. Ele foi educado em Harrow School e Magdalen College, Oxford. 

## Vida pessoal
Wilfrid casou com Amalia Maria Maud Cassel, filha do financista Ernest Cassel, no início de janeiro de 1901. O casal teve duas filhas: Edwina Mountbatten, e Ruth Mary Clarisse, lady Delamere (esposa de Alec Cunningham-Reid). Após a morte precoce de sua primeira esposa ele casou com sua segunda esposa, Muriel "Molly" Emily Forbes-Sempill, filha do Reverendo Walter Spencer.
Ele deixou a Câmara dos Comuns em 1932 e recebeu o título de Barão Mount Temple, de Lee no condado de Southampton,  um recriamento do título detido por seu tio-avô.
Wilfrid morreu em julho de 1939, aos 71 anos, quando o baronato tornou-se extinto.